# Vsevolod Romanenko
Vsevolod Vadymovych Romanenko - em ucraniano, Всеволод Вадимович Романенко (Ivano-Frankivsk, 24 de março de 1977) é um futebolista ucraniano, que atua como goleiro no FC Karpaty Lviv.